# Billy Thorpe
William Richard Thorpe, mais conhecido pelo nome artístico Billy Thorpe (Manchester, Inglaterra, 29 de Março de 1946 - Sydney, Austrália, 28 de Fevereiro de 2007) foi um músico inglês, naturalizado australiano. Teve grande sucesso na década de 1960 como um ídolo pop bem-apessoado e na década de 1970 como líder e cantor da banda rock Billy Thorpe & the Aztecs.

## Primeiros anos
Billy Thorpe nasceu em Inglaterra, mas foi viver para a Austrália aos 9 anos, quando os seus pais emigraram para aquele país. Chegaram a Melbourne, Victoria em 1955 e fixaram-se em Brisbane, Queensland. Ouvido por acaso a cantar e a tocar guitarra por um produtor de televisão, Thorpe fez aparições musicais regulares na televisão de Queensland, e quando tinha 17 anos já era um cantos e músico experimentado.

## Um ano em Kings Cross
Em 1963, Thorpe mudou-se para Sydney e preparou uma audição para um espetáculo regular na Surf City, um popular local de encontro da Invasão Britânica na zona de Kings Cross. A sua banda de apoio era chamada de The Aztecs. As várias encarnações da banda seriam colaboradores musicais de Thorpe durante várias décadas.

## Morte
Billy Thorpe sofreu um inesperado ataque cardíaco, em sua casa, no dia 28 de Fevereiro de  2007. Foi levado de ambulância para o "St. Vincent's Hospital" localizado em Sydney, cerca das 2 horas da madrugada, depois de sofrer várias dores torácicas. Ficou na área das emergências em condições graves, e teve uma paragem cardíaca cerca de meia hora depois. A equipa hospitalar tentou fazer a ressuscitação, mas ele não recuperou. A família estava a seu lado quando morreu. Thorpe tinha 60 anos de idade. Sobrevive-lhe a sua esposa Lynne, e as filhas Rusty e Lauren. O empresário de Thorpe, Michael Chugg, disse que a morte era uma "terrível tragédia". Thorpe tinha acabado de gravar um novo álbum e estava muito feliz depois de uma recente tournée acústica.
O primeiro-ministro australiano, John Howard, revelou a sua tristeza pela morte de Thorpe, a quem se referiu como "um marco do rock and roll australiano e um guitarrista consagrado, com uma voz inconfundível".

## Singles
- Abril/1964  - Blue Day / You Don't Love Me [Linda Lee LL 006]
- Junho/1964  - Poison Ivy / Broken Things Linda Lee [LL 007]
- Junho/1964  - Blue Day / You Don't Love Me [Festival FK 650]
- Agosto/1964 - Mashed Potato / Don't Cha Know [Parlophone A 8119]
- Outubro/1964 - Sick & Tired / About Love [Parlophone A 8131]
- Novembro/1964 - Smoke & Stack / Board Boogie [Linda Lee HK 765]
- Dezembro/1964 - Over The Rainbow / That I Love [Parlophone A 8136]
- Maio/1965 - I Told The Brook / Funny Face [Parlophone A 8158]
- Julho/1965 - Twilight Time / My Girl Josephine [Parlophone A 8165]
- Setembro/1965 - Hallelujah I Love Her So / Baby Hold Me Close [Parlophone A 8170]
- Outubro/1965 - Poison Ivy / Blue Day [Linda Lee HK 1116]
- Novembro/1965 - Love Letters / Dancing In The Street [Parlophone A 8180]
- Junho/1966 - Word For Today / The New Breed [Parlophone A 8208]
- Outubro/1966 - I've Been Wrong Before / Wee Bit More Of Your Lovin' [Parlophone A 8220]
- Setembro/1967 - Dream Baby / You Don't Live Twice [Festival FK 2015]
- Março/1970 - Good Morning Little School Girl / Rock Me Baby [Festival FK 3638]
- 1971 - The Dawn Song / Time to Live [Havoc H 1003]
- Fevereiro/1972 - Most People I Know / Regulation Three Pufff [Havoc H 1012]
- Outubro/1972 - Believe It Just Like Me / Get To Hell Out of Here [Havoc H 1014]
- 1973 - Captain Straightman / Bow My Head [Havoc H 1019]
- Agosto/1973 - Movie Queen / Mame [Atlantic 10020]
- Agosto/1973 - Don't You Know You're Changing? / Yes I'm Tired [Atlantic 10029]
- Abril/1974 - Over The Rainbow / Let's Have A Party [Atlantic 10035]
- 1974 - Cigarettes and Whiskey / Back Home in Australia [Atlantic 10043]
- Novembro/1975 - It's Almost Summer / Drive My Car [Infinity K 6202]